# Oxalis phloxidiflora
Oxalis phloxidiflora là một loài thực vật có hoa trong họ Chua me đất. Loài này được Schltr. mô tả khoa học đầu tiên năm 1900.